# Коста Кичуков
Коста Андонов Кичуков с псевдоним Чекалара е български революционер, деец на Вътрешната македонска революционна организация (обединена).

## Биография
Роден е през 1909 година в костурското село Жужелци. От 1929 до 1932 е секретар на Околийския комитет на ВМРО (обединена) за Станимака, а между 1932 и 1934 е член на Окръжния комитет на организацията за Пловдив. След 1936 година става секретар на младежката организация на Македонското братство в Асеновград. През 1946 година е член на българската делегация на Първия конгрес на Народния фронт в Социалистическа Република Македония. Пише за опитите за откъсване на Пиринска Македония от България. Автор е на мемоарната книга „Път към мечтите“.